# Benckert
Benckert är en svensk släkt.
Släkten Benckerts stamfader är sidenfabrikören och riksdagsmannen Karl Henrik Benckert, född i norra Tyskland 1750 och död 1826. Han inflyttade till Sverige och Stockholm omkring 1780 och gifte sig 1782 med Anna Margaretha Haeggström. Benckerts rörelse låg där senare latinläroverket inrymdes i vad man på den tiden kallade Benckertska egendomen i hörnet av Skaraborgsgatan och Maria Högbergsgata i Stockholm. Vid sitt frånfälle hade han tre barn: sonen Carl Abraham Benckert, dottern Anna Margareta, gift med assessor Carl Lagercrantz, och dottern Sofia, gift med fabrikören C.G.H. Geerds.

## Stamtavla över kända medlemmar
- Karl Henrik Benckert (1750–1826), sidenfabrikör, riksdagsman
  - Carl Abraham Benckert (1785–1831), sidenfabrikör
    - Herman Theodor Benckert (1809–1881), riksgäldskamrerare
      - Carl Herman Benckert Jr (1838–1911), snickarmästare
      - Robert Benckert (1846–1938), bankinspektör, kansliråd
        - Elis Benckert (1881–1913), arkitekt
        - Karl Benckert (1883–1964), jurist och professor
          - Lennart Benckert (1929–2018), advokat
            - Vicki Benckert (född 1960), sångerska, kompositör, musikalartist, skådespelare, översättare
              - Mimmi Benckert Claesson (född 1997), skådespelare
              - Maja Benckert Claesson (född 2000), skådespelare

            - Gitte Benckert (född 1961), ekonom
              - Fredrik Benckert (född 1995), Civilekonom, Årets kollega Skandia 2020.

    - Henric August Benckert (1821–1870), handlande, vice konsul
      - Carl Henric Benckert (1850–1900), stadsläkare
        - Henric Benckert (1884–1958), läkare
          - Greta Zetterholm (1919–2006), konstnär, gift med Torbjörn Zetterholm, konstnär
          - Nina Södergren (1924–2015), författare, gift med Sigfrid Södergren, konstnär

  - Anna Margareta Benckert (1786–1861), gift med Carl Lagercrantz, assessor
    - Gustaf Lagercrantz (1816–1867), finansminister